# توزيع الوزن

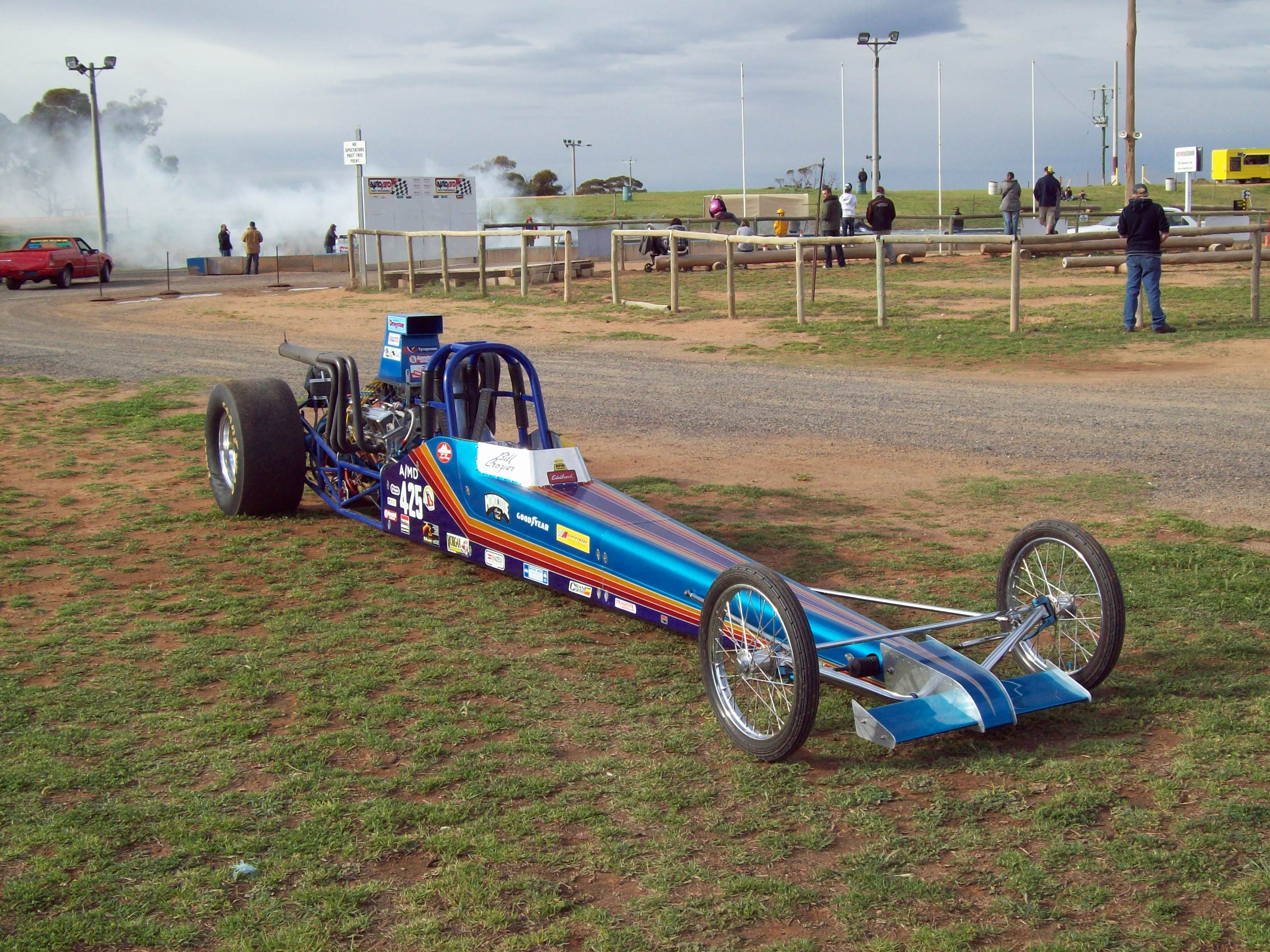

توزيع الوزن هي عملية تقسيم الوزن داخل مركبة, لا سيما في السيارة والطائرة والقطار. وعادة ما يتم التعبير عن توزيع الوزن في شكل س/ص, حيث س هي نسبة الوزن في المقدمة بينما ص هي نسبة الوزن في المؤخرة.
في المركبة التي تعتمد اعتمادًا جزئيًا على الجاذبية، يتأثر توزيع الوزن تأثرًا مباشرًا بمجموعة من خصائص المركبة، من بينها المعالجة والتسارع والجر وعمر المكون. ولهذا السبب يختلف توزيع الوزن باختلاف الاستخدام المستهدف من المركبة. فعلى سبيل المثال، سيارة السحب تعظم قوة الجر في المحور الخلفي أثناء مواجهة تزايد خطوة عزم الدوران الارتدادي. فتنتج عزم الدوران المضاد هذا من خلال وضع كمية بسيطة من الوزن المقابل عند مسافة كبيرة أمام المحور الخلفي.
في صناعة الطائرات، يستخدم توازن الحملة لتوزيع وزن الركاب والبضائع والوقود توزيعًا متساويًا في جميع أجزاء الطائرة، بحيث يظل مركز الجاذبية في الطائرة قريبًا من مركز الضغط لتجنب فقد التحكم في موازنة الانحدار. يشيع في طائرات النقل العسكرية وجود مسؤول الحمولة كجزء من طاقم الطائرة، وتضم مسؤوليات هذا المسؤول إجراء حسابات دقيقة لمعلومات الحمولة لحسابات مركز الجاذبية، وضمان تأمين البضائع تأمينًا تامًا لمنع تحركها من مكانها.
في المركبات الجوية والسفن الضخمة، يستخدم غالبًا العديد من خزانات ومضخات الوقود بحيث إذا استهلك الوقود، يوضع الوقود المتبقي للحفاظ على توازن المركبة وللحد من مشكلات الثبات المرتبطة بـ انعدام الأثر السطحي.